# Agnes Zimmermann
Agnes Zimmermann (5 juli 1845 - 14 november 1925) was een Duits concertpianiste en componiste die in Engeland woonde.

## Biografie
Agnes Marie Jacobina Zimmermann werd geboren in Keulen, Duitsland. Haar familie verhuisde naar Engeland, waar ze op 9-jarige leeftijd ging studeren aan de Royal Academy of Music bij leerkrachten als Reginald Steggall en Cipriani Potter. Later studeerde ze bij Ernst Pauer en George Macfarren. Zimmerman ontving de Kings Scholarship beurs van 1860 tot 1862. Ze maakte haar publieke debuut in 1862 in het Crystal Palace, waar ze Beethoven's Keizersconcert speelde.
Na haar studies tourde Zimmerman doorheen Duitsland in 1879, 1880, 1882 en 1883. Ze publiceerde eigen edities van sonates van Beethoven, Mozart en Robert Schumann. Zimmerman trok in bij Louisa Goldsmid na het overlijden van Louisa's echtgenoot Francis Goldsmid. 18 jaar leefden deze dames samen. Mogelijk was hun relatie van romantische aard.
Verscheidene bekende componisten droegen werken op aan Zimmerman, waaronder George Macfarren's Drie sonates (1880) en Michele Esposito's Ballades, Op. 59 (1907).
Zimmerman overleed in Engeland in 1925.

## Oeuvre
Zimmermann componeerde muziek voor kamerorkest, piano solo en stem.
Een werkselectie:
- Drie sonates voor piano en viool, Op. 16, 21 and 23
- Cello Sonate, Op. 17 (uitgegeven in 1872 door Schott)[7]
- Trio voor piano, viool en cello, Op. 19
- Presto alla Tarantella, Op. 15[6]